# Zanesville (Indiana)
Zanesville is een plaats (town) in de Amerikaanse staat Indiana, en valt bestuurlijk gezien onder Allen County en Wells County.

## Demografie
Bij de volkstelling in 2000 werd het aantal inwoners vastgesteld op 602.
In 2006 is het aantal inwoners door het United States Census Bureau geschat op eveneens 602.

## Geografie
Volgens het United States Census Bureau beslaat de plaats een oppervlakte van
1,9 km², geheel bestaande uit land. Zanesville ligt op ongeveer 247 m boven zeeniveau.

## Plaatsen in de nabije omgeving
De onderstaande figuur toont nabijgelegen plaatsen in een straal van 20 km rond Zanesville.